# 安田翔伍
安田 翔伍（やすだ しょうご、1982年7月8日 - ）は、日本中央競馬会(JRA)・栗東トレーニングセンターに所属する調教師。滋賀県出身。JRA元騎手で元調教師の安田隆行の次男。

## 来歴
8歳の時に父・隆行がトウカイテイオーで日本ダービーを制する。3年後に父が調教師転身のため騎手を引退した時には最終騎乗を観るために競馬場へ駆けつけ「自分もこの世界に入りたい」と決意。
中学3年生で受験した競馬学校騎手課程の試験は不合格、高校在学中に体が大きくなったことで騎手を断念。その後は父の紹介でノースヒルズの牧場で働き、アイルランドでも5ヶ月研修を行った。帰国後は3年間ノーザンファームで働き、2002年10月に競馬学校厩務員課程に入学。翌年1月から父の厩舎で厩務員、同年2月からは調教助手となった。調教助手時代にはカレンチャン、ロードカナロアという短距離の名馬と巡り合う。それまでは調教師になるという意志はなかったが、ロードカナロアでの香港遠征時に「調教師という立場になって、こういう檜舞台に管理馬を送り込みたい」と考えるようになった。
2016年12月、3度目の挑戦で調教師試験に合格。1年間の技術調教師の期間には社台ファームでも研修を積んだ。
2018年3月4日、阪神6R（3歳500万下）をオメガパフュームで制し、開業から3日で初勝利。同馬は社台ファームでの研修中に自ら調教に携わり、開業時に父の厩舎から譲り受けた馬である。同年の皐月賞では、同じく社台ファームでの研修中に携わり、目野哲也厩舎から引き継いだケイティクレバーでGI初出走を果たした。同年9月29日、オメガパフュームでシリウスステークスを制し、開業半年で重賞初勝利。同馬は同年12月29日の東京大賞典を優勝、GI級レース初制覇を果たした。
2023年4月12日、鮫島良太が所属騎手となる。同年9月21日、厩舎所属からフリーへ。
2024年3月5日の父・安田隆行調教師の定年引退による厩舎解散に伴って、重賞勝ち馬グラティアスを含む8頭が安田翔伍厩舎へと転厩。
2024年5月26日、東京優駿をダノンデサイルで初出走し初制覇、JRA・GIを初勝利する。同時にグレード制が導入された1984年以降の東京優駿の最年少制覇調教師の記録を更新した（41歳10か月19日で、それまでの最年少は池江泰寿の42歳4か月）。父・安田隆行も騎手時代にトウカイテイオーで制しており父子制覇となった。

## 調教師成績

### 概要
|              | 日付           | 競馬場・開催   | 競走名             | 馬名             | 頭数 | 人気 | 着順 |
| ------------ | -------------- | -------------- | ------------------ | ---------------- | ---- | ---- | ---- |
| 初出走       | 2018年3月3日   | 1回阪神3日12R  | 4歳上1000万下      | ダノンシーザー   | 16頭 | 7    | 7着  |
| 初勝利       | 2018年3月4日   | 1回阪神4日6R   | 3歳500万下         | オメガパフューム | 16頭 | 1    | 1着  |
| 重賞初出走   | 2018年4月15日  | 3回中山8日11R  | 皐月賞             | ケイティクレバー | 16頭 | 11   | 11着 |
| 重賞初勝利   | 2018年9月29日  | 4回阪神8日11R  | シリウスステークス | オメガパフューム | 16頭 | 3    | 1着  |
| GI初出走     | 2018年4月15日  | 3回中山8日11R  | 皐月賞             | ケイティクレバー | 16頭 | 11   | 11着 |
| GI初勝利     | 2018年12月29日 | 16回大井4日10R | 東京大賞典         | オメガパフューム | 16頭 | 3    | 1着  |
| 中央GI初勝利 | 2024年5月26日  | 2回東京12日11R | 東京優駿           | ダノンデサイル   | 17頭 | 9    | 1着  |

### 年度別成績
安田翔伍の年度別成績（netkeiba.com）を参照

## 主な管理馬
※括弧内は当該馬の優勝重賞競走、太字はGI級競走。
- オメガパフューム （2018年シリウスステークス、2018年 - 2021年東京大賞典4連覇、2019年帝王賞、2020年平安ステークス、2022年アンタレスステークス）
- ワンダーリーデル （2019年武蔵野ステークス）
- キングオブコージ（2020年目黒記念、2022年アメリカジョッキークラブカップ）
- ジャスティンカフェ（2023年エプソムカップ）[11]
- ダノンデサイル（2024年京成杯、東京優駿、2025年アメリカジョッキークラブカップ、ドバイシーマクラシック）
- ピューロマジック（2024年葵ステークス、北九州記念、2025年アイビスサマーダッシュ）
- デシエルト（2024年中日新聞杯）
- ロードフォンス（2025年かきつばた記念）
- イングランドアイズ（2025年小倉記念）